# Бонь-Якубишин Мар'яна Степанівна
Бонь-Якубишин Мар'яна Степанівна (1975—2010) — українська поетеса, педагог.

## Життєпис
Мар'яна Степанівна Бонь-Якубишин народилася 30 січня 1975 року в мальовничому селі Монастирець Хустського району Закарпатської області. Навчалася в місцевій школі, згодом у Хустській школі-інтернаті. Закінчила філологічний факультет Ужгородського національного університету. Працювала вчителем української мови та літератури, директором Монастирецької загальноосвітньої школи І-ІІІ ступенів. 9 грудня 2010 року Мар'яна Степанівна Бонь-Якубишин пішла із життя.

## Творчість
Вірші почала писати в дев'ять років. ЇЇ поезії друкувалися на сторінках газет «Молодь Закарпаття», «Новини Закарпаття», «Закарпатська правда», «Вісник Хустщини». Добірка поезій опублікована у міжнародному літературно-мистецькому журналі «Склянка Часу*Zeitglas». Мар'яна Бонь-Якубишин була членом Хустського літературного об'єднання «Чиста криниця» імені Дмитра Вакарова. Автор двох поетичних збірок "Між іншим (2004), «Але»(2009), які вийшли в ужгородську видавництві «Ґражда». Збірка «Люблю» залишилася в рукописному варіанті.

## Про творчість
Наталія Ребрик у передмові до збірки «Але» написала: "Справді, друга поетична книжка Мар'яни Бонь-Якубишин — це достойний «збір сил» і серйозний розгін у Храм Мистецтва Слова. Достатньо кілька рядків: Вічносте! Вибач.
Я не маю часу на тебе.
У мене глобальніші справи —
Щоденні — буденні — дрібні.
І що в порівнянні з ними
Поезія, творчість, небо?
Отож, не чаруй мене словом —
Іди собі. Йди.., — щоб переконатися: це — п0езія.
"… дуже любила життя і дітей, яких вчила з повною віддачею, з усмішкою на обличчі йшла до них на урок, називаючи «мої сонечка». Підтримувала їх у творчості на районних творчих зльотах Хустщини та міжнародному фестивалі юних обдарувань «Рекітське сузір'я».